# Adiantum siamense
Adiantum siamense är en kantbräkenväxtart som beskrevs av Tag. och Iwatsuki. Adiantum siamense ingår i släktet Adiantum och familjen Pteridaceae. Inga underarter finns listade.